# Sluneční věž
Sluneční věž (anglicky Sun Tower) je výšková budova, nacházející se na Pražském Karlíně, poblíž hotelu Olympik. V budově mělo být v 21 patrech rozmístěno celkem 30 bytů, všechny byty se ale nepodařilo prodat, takže některá patra slouží jako kanceláře. Věž byla postavena v letech 2008 až 2011. Věž má celoskleněnou fasádu, kterou kryjí hliníkové slunolamy, často se připodobuje k Tančícímu domu v Praze. Hlavní realizátor stavby je UNISTAV. Dle architekta interiérů Bořka Šípka se jedná o avantgardní postmodernu.

### Externí odkazy

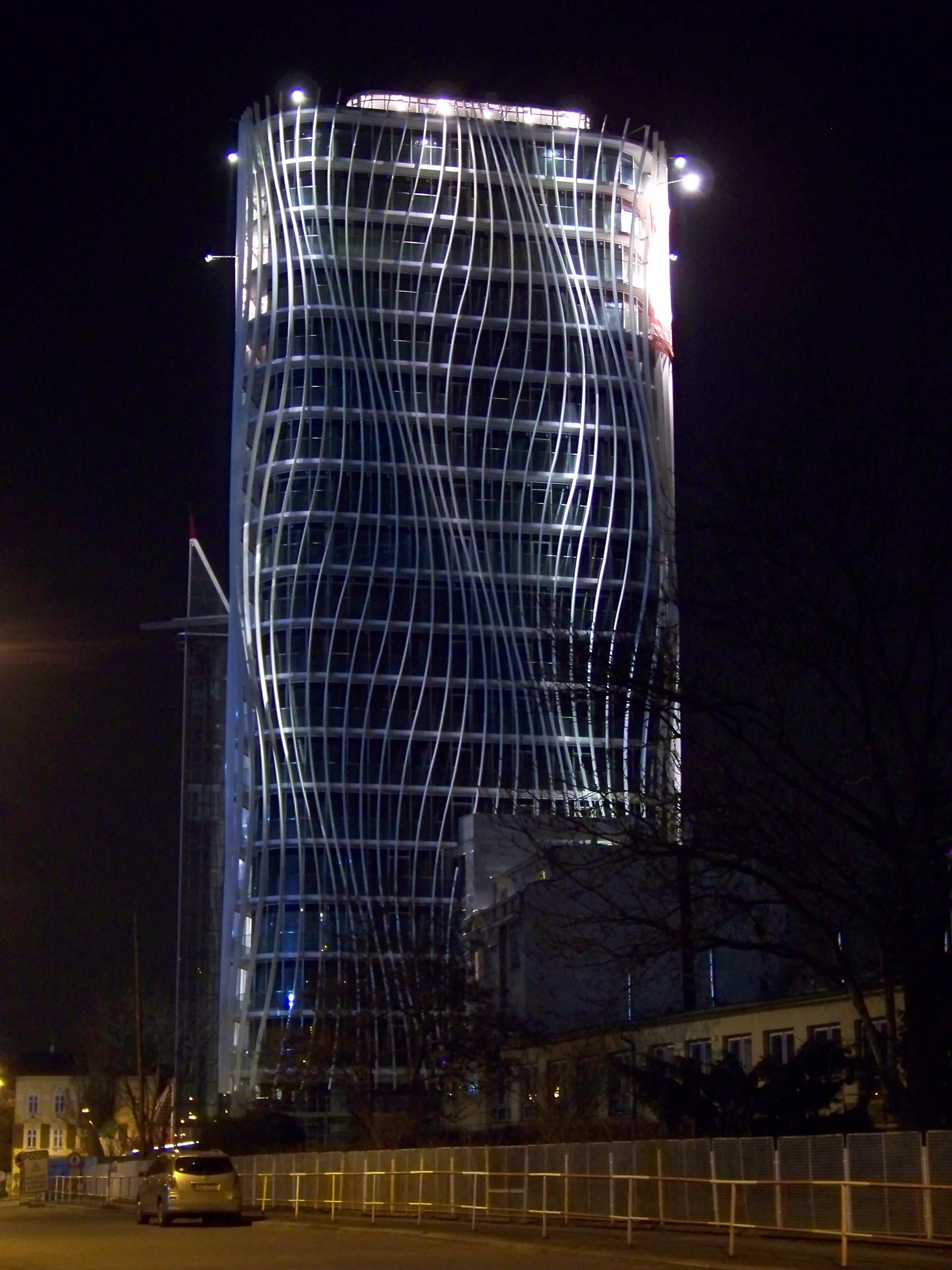
Sluneční věž v noci